# سامفيل يرفينيان
سامفيل يرفينيان (Սամվել Երվինյան) هو عازف كمان وملحن عالمي أرمني، ولد يارفينيان في سنة 1966، في مدينة يريفان عاصمة أرمينيا، وبدأ تعلم العزف على الكمان وهو في سن السابعة، وحصل على جوائز عديدة وهو في سن مبكرة، ثم بدأ يترقى في عزف الكمان حيث كان له نبوغ مبكر فعزف أصعب المعزوفات الكلاسيكية لباخ وموتسارت وباغانيني، وفي سنة 1991 حصل سامفيل يرفينيان على شهادة الدكتوراة التخصصية من معهد يريفان للموسيقى، ومنذ سنة 2003 بدأ يارفينيان العزف في فرقة ياني ولا زال إلى الآن.

## وصلات خارجية
- سامفيل يرفينيان على موقع ميوزك برينز (الإنجليزية)
- سامفيل يرفينيان على موقع أول ميوزيك (الإنجليزية)
- سامفيل يرفينيان على موقع ديسكوغز (الإنجليزية)
- يارفينيان يعزف مقطوعة (Until the last moment) الشجية في المكسيك, سنة 2010. على يوتيوب